# Hôtel de Rosanbo
El hotel de Rosanbo es un hôtel particulier ubicada en los números 62 y 64 de la rue René-Boulanger, en el 10 distrito de París, Francia.

## Histórico
Data de 1780 y fue construido por el arquitecto Nicolas-Claude Girardin. Se cita en las Memorias de ultratumba de Chateaubriand.
Fue adquirido por la Condesa Merlin, nacida María de las Mercedes de Santa Cruz, esposa del General Christophe Antoine Merlin, quien ocupó allí uno de los salones más importantes de París a principios del siglo XIX que acogió en particular a George Sand, Prosper Mérimée, Honoré de Balzac, Alfred de Musset y al compositor Gioachino Rossini.
A partir de 1840, Barón Taylor fundó allí sus sociedades benéficas, antes de mudarse al número 68 de esa calle.
La fachada de la calle y el techo fueron catalogados como monumentos históricos el 12 de febrero de 1962.